# 프랑스 육상 연맹
프랑스 육상 연맹(프랑스어: Fédération française d'athlétisme, FFA)은 프랑스의 육상 종목 행정을 총괄하는 스포츠 행정 기구이다. 1912년에 설립되었으며 프랑스의 육상 종목 전반을 관리하고 있다. 본부는 파리에 있다.